# Tal Schachar
Koordinaten: 31° 48′ N, 34° 54′ O
Tal Schachar (Hebräisch: טַל שַׁחַר, wörtlich ‚Morgentau‘) ist ein Moschav im Zentralbezirk Israels. Gelegen zwischen den Städten Gedera und Latrun fällt es unter die Zuständigkeit der Regionalverwaltung Mateh Jehuda. Im Jahr 2021 hatte Tal Schachar 1375 Einwohner.

## Geschichte
Tal Schachar wurde 1948 von Einwanderern aus Griechenland, Polen und der Türkei an der Behelfsstraße Burma Road gegründet. Die zuvor landwirtschaftlichen Flächen Tel Schahars gehörten ursprünglich zum entvölkerten Dorf Khirbat Bayt Far, dessen Bewohner während der Kämpfe im Rahmen des Unabhängigkeitskrieges flohen oder vertrieben wurden. Der Beweggrund für die Gründung des Dorfes war es, die Verbindung Jerusalems mit dem Rest Israels sicherzustellen. Benannt wurde Tel Schachar nach Henry Morgenthau Jr., einem US-amerikanischen Politiker deutsch-jüdischer Abstammung.

## Wirtschaft
Im Tal Schachar ansässig ist der Schvil Izzim (Pfad der Ziegen), eine Ziegenfarm mit Café, welche Workshops zur Herstellung von Käse und Boutiquewein anbietet. Des Weiteren betreibt der Moschav einen Bankettsaal.